# Tõreska
Tõreska (Duits: Tereska) is een plaats in de Estlandse gemeente Kuusalu, provincie Harjumaa. De plaats heeft de status van dorp (Estisch: küla) en telde in 2011 nog 8 en in 2020 nog 5 inwoners. In 2021 waren het er minder dan 4.
De plaats ligt tegen de grens tussen de provincies Harjumaa en Lääne-Virumaa.

## Geschiedenis
De plaats werd voor het eerst genoemd in 1726 onder de naam Terraske Mart, een boerderij op het landgoed van Vohnja (nu in de gemeente Kadrina). De naam is waarschijnlijk die van de boer. In 1862 werd Tõreska onder de naam Terreska een ‘semi-landgoed’ (Estisch: poolmõis), een landgoed dat deel uitmaakt van een groter landgoed, dat was nog steeds Vohnja. Na de onteigening van het landgoed door het onafhankelijk geworden Estland in 1919 groeide de nederzetting Tõreska uit tot een dorp. In 1940 kreeg het ook de status van dorp.
In de jaren vijftig werd Tõreska samengevoegd met het buurdorp Suru. Vanaf de jaren vijftig tot in 1992 was het grondgebied van Tõreska een onderdeel van een groot militair oefenterrein van het Rode Leger. Daarna werd Tõreska een onderdeel van een kleiner oefenterrein voor het Estische leger, de Kaitseväe keskpolügoon, die ook delen van de dorpen Suru, Kolgu en Pala omvat.
In 1997 werden Suru en Tõreska weer afzonderlijke dorpen.